# Туря
Туря (рум. Turea) — село у повіті Клуж в Румунії. Входить до складу комуни Гирбеу.
Село розташоване на відстані 342 км на північний захід від Бухареста, 20 км на північний захід від Клуж-Напоки.

## Населення
За даними перепису населення 2002 року у селі проживали 580 осіб.
Національний склад населення села:
| Національність | Кількість осіб | Відсоток |
| -------------- | -------------- | -------- |
| угорці         | 396            | 68,3%    |
| румуни         | 178            | 30,7%    |
| цигани         | 6              | 1,0%     |

Рідною мовою назвали:
| Мова      | Кількість осіб | Відсоток |
| --------- | -------------- | -------- |
| угорська  | 395            | 68,1%    |
| румунська | 185            | 31,9%    |